# 诺尔玛·思罗尔
诺尔玛·思罗尔（英語：Norma Thrower，1936年2月5日—），澳大利亚女子田径运动员。她曾代表澳大利亚参加1956年和1960年夏季奥林匹克运动会田径比赛，其中1956年奥运会获得一枚铜牌。